# 수도복

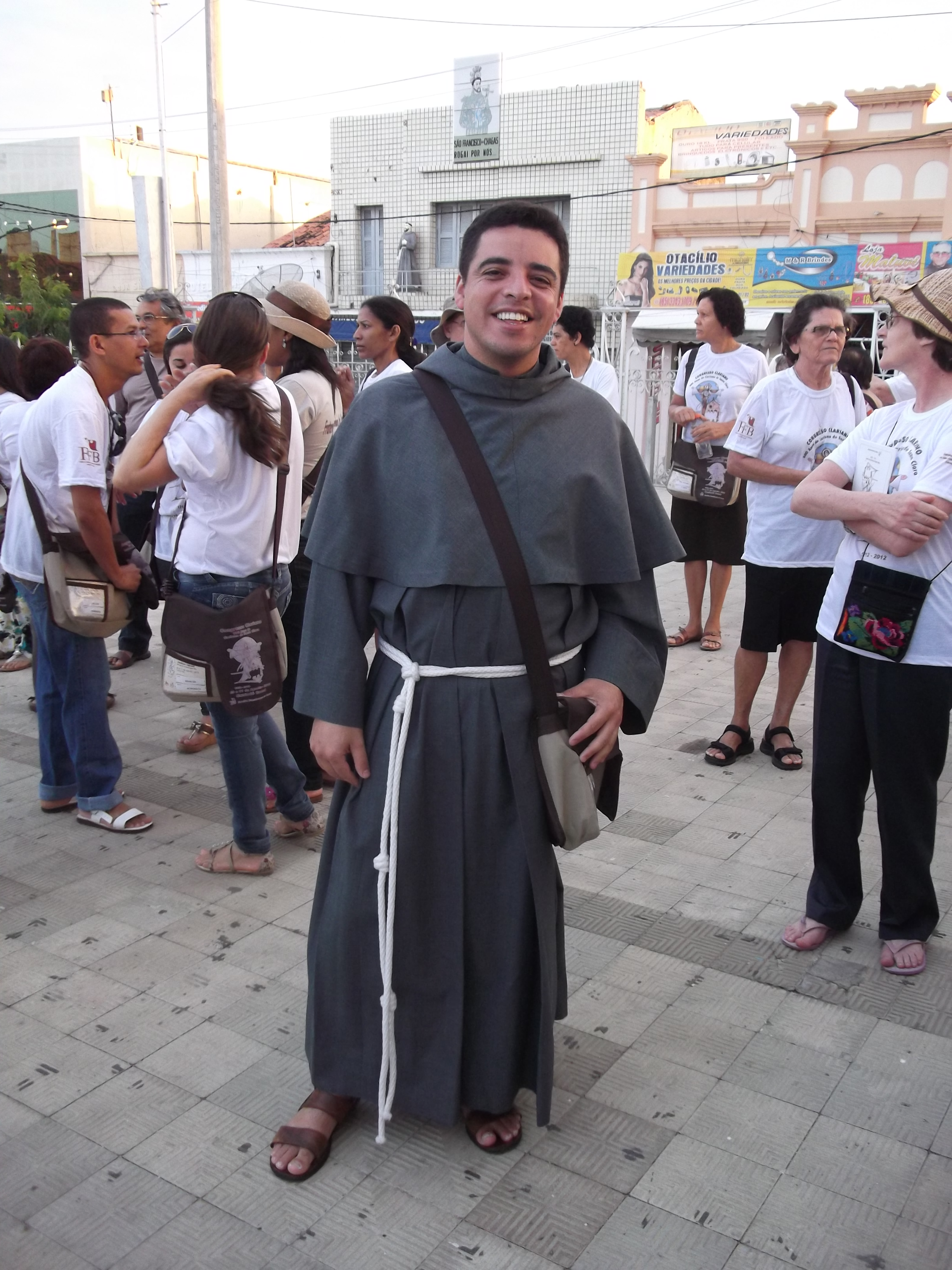

수도복은 기독교의 수도회나 다른 종교 단체에 속한 수도자가 자신의 신분을 알리기 위해서 착용하는 복장이다. 은수자들로부터 시작된 수도 생활이 점차 수도회를 통한 집단 생활로 발전하면서 수도복이 나타났으며, 프란체스코회, 베네딕토회와 같은 오래된 수도회는 고유한 양식의 수도복을 착용한다. 일반적으로 수도복은 흰색, 갈색, 검은색의 세 가지 색이 대부분이지만 회색이나 푸른색을 사용하는 경우도 있으며, 튜닉과 스카풀라, 허리띠와 후드 등으로 구성된다. 수녀의 경우에는 수사들과 다른 옷을 착용하며, 베일과 긴 치마, 스카풀라 등을 착용한다.
수도 생활을 서원한 사람이 수도회에 입회하여 일정 기간이 지나면 착복식을 거행하게 되며, 이는 수도 생활에 정식으로 입문했다는 증표로 받아들여진다.

## 같이 보기
- 삭발례
- 주케토